# Замарскі
Замарскі (пол. Zamarski) — село в Польщі, у гміні Гажлях Цешинського повіту Сілезького воєводства.
Населення — 1380 осіб (2011).
У 1975-1998 роках село належало до Бельського воєводства.

## Демографія
Демографічна структура станом на 31 березня 2011 року:
|          | Загалом | Допрацездатний вік | Працездатний вік | Постпрацездатний вік |
| -------- | ------- | ------------------ | ---------------- | -------------------- |
| Чоловіки | 681     | 141                | 472              | 68                   |
| Жінки    | 699     | 158                | 415              | 126                  |
| Разом    | 1380    | 299                | 887              | 194                  |